# Renklod Haritonovoi
Renklod Haritonovoi sinonimia: Ренкло Харитоновой, es una variedad cultivar de ciruelo (Prunus domestica), de las denominadas ciruelas europeas,
una variedad de ciruelaobtenida en la URSS de semilla 'Renclod Altana', se desconocen polinizadores. Las frutas tienen un tamaño de medio a grande, con un color de piel violeta oscuro, casi negro, y pulpa de color verde claro, textura densa, cartilaginosa, y de sabor agri dulce, con ligero sabor a miel, muy sabrosa.

## Sinonimia
- "Рейн Клод Харитоновой",
- "Ренкло Харитоновой",
- "Renclod Kharitonovoy",
- "Renklod Haritonovoi",
- "Reina Claudia Haritonovoi".[5]

## Historia
La variedad se obtuvo de la siembra de semillas de ciruela 'Renclod Altana' mediante una polinización abierta. Siendo el obtentor el equipo de E.N. Kharitonov en el "Instituto de Investigación de Genética y Selección de Plantas Frutales de toda Rusia" que lleva el nombre de I.V. Michurin. La variedad está zonificada desde 1993 en la región Central de la Tierra Negra. Ciruela considerada incluida en el grupo de las "Reinas Claudias"
Esta variedad rusa, es muy adecuada al cultivo en Estonia. Está cultivada en el "Centro de Investigación Hortícola Polli", dependiente del "Departamento de Ciencias de la Vida" de la Universidad de Tartu, cultivada desde 2003. Por cierto, una ciruela cuyos primeros frutos llegaron a la mesa de Lennart Meri cuando era presidente.

## Características
'Renklod Haritonovoi' el árbol es vigoroso, con copa elevada piramidal. La copa es escasa, con follaje medio. Los brotes son rectos o ligeramente curvados, de color verde parduzco, muy pubescentes. Los cogollos son cónicos, de color marrón oscuro, presionados contra el brote. La hoja es de tamaño mediano, de forma ampliamente ovada con ápice puntiagudo y base ovalada, el borde de la hoja es finamente crenado, el color es verde oscuro, el relieve general es curvado en arco. El pecíolo es corto, de grosor medio, cilíndrico, de color parduzco. Las glándulas son grandes, redondas, amarillas, de 1 a 2 piezas cada una. El estigma del pistilo se encuentra encima de las anteras. Los pétalos son ovalados, los bordes de los pétalos están conectados entre sí. Autopolinizador, buen polinizador para los demás, polinizadores recomemndados para mejorar su producción: 'Renklod Jenikejeva', 'Ave', 'Emma Leppermann'. Tiene un tiempo de floración que comienza a partir del 18 de abril con el 10% de floración, para el 22 de abril tiene una floración completa (80%), y para el 4 de mayo tiene un 90% de caída de pétalos.
'Renklod Haritonovoi' tiene una talla de tamaño medio a grande (peso promedio 40 g.), de forma ovalada redonda, siendo la forma de la parte superior y la base redonda, con una depresión poco profunda en la base, con la sutura perceptible, línea fina, incolora y transparente, situada en una depresión más o menos acentuada, continuando en la parte inferior dorsal; epidermis con abundante pruina azulada, no se aprecia pubescencia, siendo el color principal de la piel violeta oscuro, casi negro, punteado abundante; Pedúnculo de longitud corto, se separa fácilmente de la rama y los frutos no se caen cuando están maduros;pulpa de color verde claro, textura densa, cartilaginosa, y de sabor agri dulce (4,5 puntos), con ligero sabor a miel, muy sabrosa. Composición bioquímica: materia seca - 15,9%, azúcares - 12,5%, ácidos - 1,05%, catequinas P activas - 52,5 mg/100 g, ácido ascórbico - 15,75 mg/100 g.
Hueso truncado ovalado, acanalado, libre y se separa fácilmente de la pulpa.
Su tiempo de recogida de cosecha se inicia en su maduración desde principios a mediados de septiembre.

## Usos
La ciruela 'Renklod Haritonovoi' se comen crudas de fruta fresca en mesa, en macedonias de frutas, pero también en postres, repostería, como acompañamiento de carnes y platos. Se transforma en mermeladas, almíbar de frutas, compotas.

## Cultivo
La ciruela 'Renklod Haritonovoi' es una variedad de "Reina Claudia" adaptada a los climas nórdicos fríos, y su calidad de fruta es comparable a las mejores variedades sureñas de "Reina Claudia". En las condiciones de la zona media, necesita una posición protegida para crecer con éxito. En lugares abiertos, los crecimientos de un año pueden congelarse durante los duros inviernos. Comienza a dar frutos al cuarto año después de la siembra. Es medianamente fértil.
- Ventajas de la variedad: frutos de buen gusto, bellos, de uso universal, transportables.
- Desventajas : la resistencia de la madera al invierno está por debajo de la media en Rusia, el árbol es vigoroso [6][4][7]